# Кольрауш, Рудольф Герман Арндт
Рудольф Кольрауш (нем. Rudolf Hermann Arndt Kohlrausch; 6 ноября 1809, Гёттинген — 8 марта 1858, Эрланген) — немецкий физик.
Был в 1833—1835 преподавателем в академии в Люнебурге, затем в гимназии в Ринтельне (1835—1845), откуда перешёл профессором физики в политехническую школу в Касселе, в 1853 в Марбургский университет, откуда в 1857 переселился в Эрланген.
Кольрауш известен своими работами по электричеству, главным образом статическому; ему принадлежат первые точные исследования явлений, происходящих в электрических конденсаторах, затем точная проверка с помощью построенного им конденсатора закона Вольта. Кольрауш сотрудничал с Вебером в издании классического сочинения «Electrodynamische Maasbestimmungen», в котором он и Вебер дали первые измерения тока в механических единицах, что легли в последующем в основу системы абсолютных единиц. В 1856 Кольрауш совместно с Вебером определил  отношение заряда конденсатора, выраженного в электростатических единицах (Q), к этому же заряду, выраженному в магнитных единицах (q), и впервые выяснил, что оно численно равно скорости света (c): Q/q=c.